# The Essential Clash
The Essential Clash – album kompilacyjny zespołu The Clash zadedykowany Joe Strummerowi, który umarł podczas produkcji albumu.

## Lista utworów

### Dysk pierwszy
* Wszystkie utwory napisane przez Micka Jonesa i Joe Strummera, z wyjątkiem zaznaczonych.
1. „White Riot” – 1:59
2. „London's Burning” – 2:10
3. „Complete Control” – 3:13
4. „Clash City Rockers” (wersja oryginalna) – 3:56
5. „I'm So Bored with the U.S.A.” – 2:25
6. „Career Opportunities” – 1:52
7. „Hate & War” – 2:05
8. „Cheat” – 2:06
9. „Police & Thieves” (Murvin-Perry) – 6:00
10. „Janie Jones” – 2:05
11. „Garageland” – 3:13
12. „Capital Radio One” – 2:09
13. „(White Man) In Hammersmith Palais” – 4:01
14. „English Civil War” (tradycyjna, zaaranżowana przez Jones-Strummera) – 2:36
15. „Tommy Gun” – 3:17
16. „Safe European Home” – 3:51
17. „Julie's Been Working for the Drug Squad” – 3:04
18. „Stay Free” – 3:40
19. „Groovy Times” – 3:30
20. „I Fought the Law” (Curtis) – 2:39

### Dysk drugi
* Wszystkie utwory napisane przez The Clash, z wyjątkiem zaznaczonych.
1. „London Calling” (Jones-Strummer) – 3:20
2. „The Guns of Brixton” (Paul Simonon) – 3:10
3. „Clampdown” (Jones-Strummer) – 3:50
4. „Rudie Can't Fail” (Jones-Strummer) – 3:29
5. „Lost in the Supermarket” (Jones-Strummer) – 3:47
6. „Jimmy Jazz” (Jones-Strummer) – 3:55
7. „Train in Vain (Stand by Me)” (Jones-Strummer) – 3:11
8. „Bankrobber” (Jones-Strummer) – 4:35
9. „The Magnificent Seven” – 5:33
10. „Ivan Meets G.I. Joe” – 3:07
11. „Stop the World” – 2:33
12. „Somebody Got Murdered” – 3:34
13. „The Street Parade” – 3:29
14. „Broadway” - 4:56
15. „This Is Radio Clash” – 4:11
16. „Ghetto Defendant” – 4:44
17. „Rock the Casbah” – 3:42
18. „Straight to Hell” – 5:30
19. „Should I Stay or Should I Go” – 3:08
20. „This Is England” (Rhodes-Strummer) – 3:50

## DVD

### Lista utworów
1. Clash On Broadway Trailer including „London Calling” and „Radio Clash”
2. „White Riot”
3. „Complete Control”
4. „Tommy Gun”
5. „Clampdown”
6. „Train In Vain”
7. „London Calling”
8. „Bankrobber”
9. „The Call Up”
10. „Rock The Casbah”
11. „Should I Stay Or Should I Go? (Live)”
12. „Career Opportunities (Live)”